# عماد فراجين
عماد عبد الله سلامة الفراجين (13 مارس 1976 -)، ممثل كوميدي فلسطيني قام بعدة أدوار مهمة في مسلسلات ومسرحيات فلسطينية قدم فيها القضية الفلسطينية بشكل كوميدي ساخر، ومن أهم مسلسلاته التي قدمها مسلسل وطن ع وتر.

## طفولته
بعد الثانوية العامة درس التمثيل في رام الله، وبعدها التحق بالجامعة، درس فترة في روسيا القانون الدولي ليتم إعطائه منحة ولكن لم يأخذ منحة وبعدها درس في بريطانيا وتتلمذ على يد مخرج بريطاني شاهده أثناء عرض مسرحي وتكفل بتوفير مصاريف دراسته من خلال أصدقائه وبعض الفنانين.

## دراسته
كان عماد يبحث عن كيفية صقل موهبته الفنية قرر أن يتوجه عماد فراجين إلى أحد الأصدقاء وهو مخرج بريطاني يدعى روفس نورس الذي كان على اطلاع بموهبته حيث قدم له هذا الصديق المساعدة للسفر إلى الخارج من أجل دراسة الفن والمسرح هناك، وقد حصل فراجين على درجة الدبلوم العالي ولكنه تعرض للعديد من المعاناة والمشاكل خلال فترة دراسته حيث كان بحاجه للعمل من أجل تغطية مصاريف الإقامة علما بأنه قد وصل إلى هناك بواسطة بطاقة زيارة.ثم بعد ذلك انتابته فكره

## تمثيله
توالت أعماله الفنية المسرحية فمن مسرحية «الجدار» إلى مسرحية قصص تحت الاحتلال إلى مسرحية هنري الخامس لشكسبير ومسرحية الأرامل التي اداها باللغة الانجليزية على مسرح ليفربول في بريطانيا إلى مسرحية زنزانة 76 إلى مسرحية «سندريلا» إلى مسرحية «عرس الدم» التي اعدت من قبل الكاتب جورج ابراهيم مدير مسرح القصبة واخرجها المغربي نجيب غلال

## جوائز وترشيحات
- جائزة الإبداع لأحسن ممثل مساعد عن دوره في مسلسل 'وطن عَ وتر' من مهرجان القاهرة 2010.[2]
- أفضل ممثل بمسلسل أردني عن دوره بوطن ع وتر 2022.[3] [4]

## أعماله
- الجدار
- قصص تحت الاحتلال
- هنري الخامس
- الأرامل
- زنزانة 76
- سندريلا
- عرس الدم
- مطب
- وطن ع وتر
- فرج